# Misthaufen (Band)

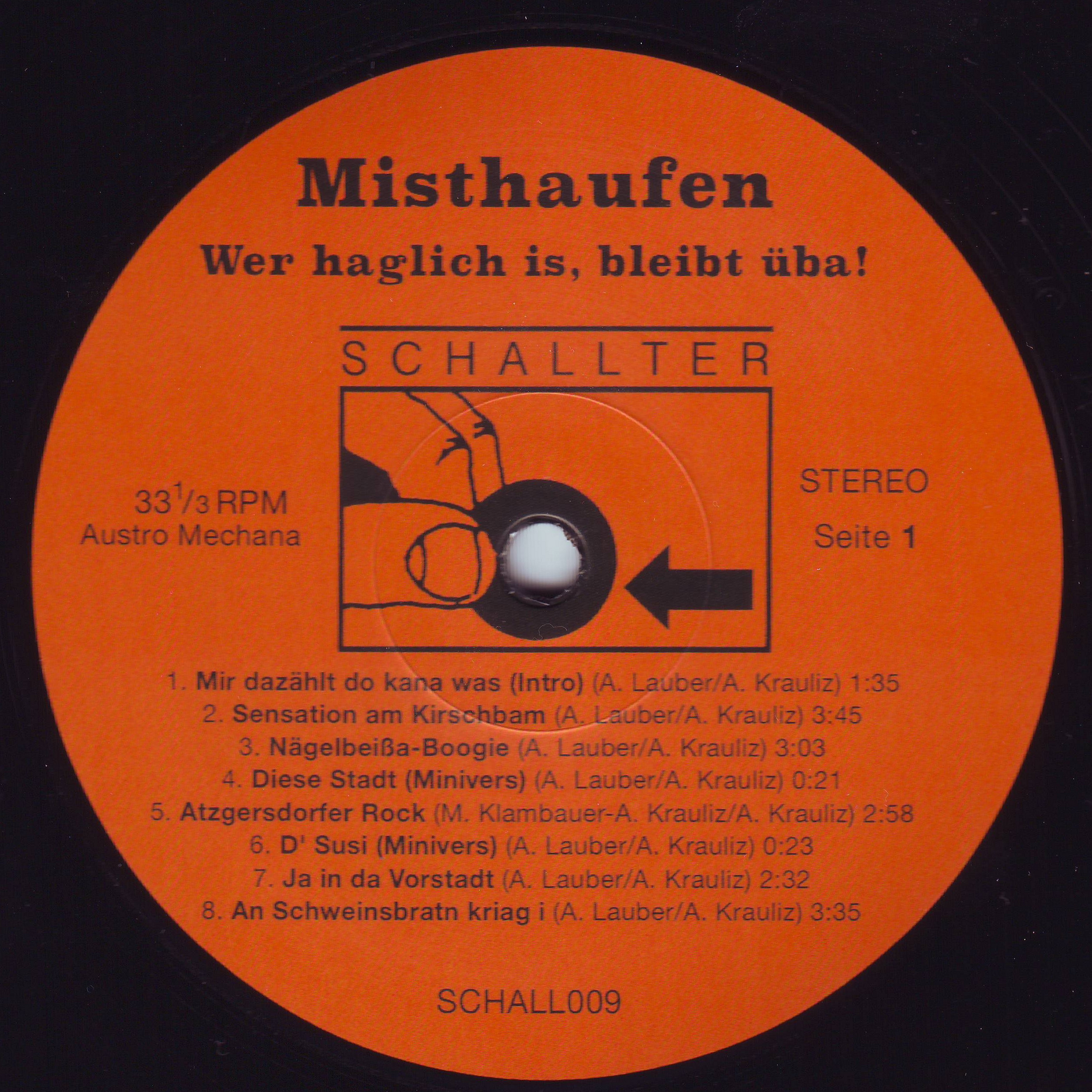
Label der Langspielplatte Misthaufen Wer haglich is, bleibt üba (1975), Seite 1

Misthaufen ist der Name einer österreichischen Band des Austropop.

## Die Band
Die Gruppe bestand aus Alf Krauliz (Gesang, Gitarre, Komposition), Arthur Lauber (Gesang, Klavier, Komposition, Produktion), Momo Klambauer (Melodiegitarre, Bouzouki) und Peter Siderits (Bass, Bongos). Temporär hieß der Leadsänger Harald Hofbauer. Das Klavier spielten der Reihe nach Kari Bras und Peter Janda (Klavier, Orgel, Synthesizer). Am Schlagzeug saß Hardi Ganslmaier und die Tontechnik besorgte Harald Prögelhöf. Außerdem gehörten der Gruppe in den Anfängen noch Rudy Bliem (Gitarre, Singende Säge), Elk Kuczewski (Violine), sowie Wolf Eyb (Konzertgitarre, Flöte und Geige) an.
Seit 2015 ist die Band wieder zurück auf der Bühne. Mit „Misthaufen - eine Odyssee“ hat Krauliz ein neues Ensemble zusammengestellt und mit ihnen eine Text- und Musik-Collage aus alten Hits und heutigen Zeit- und Zukunftsgedanken geschaffen. Mitglieder sind Alf Krauliz (Gesang, Gitarre), Scharmien Zandi (Gesang, Gitarre), Martin Schuster (Piano, Gesang), Wolfgang Ableidinger (Gitarre), Peter Haumer (Bass), Aline Kunisch (Stimme) und Livia Heiß (Stimme).

## Schabernack, Naschmarkt und die Arena
In ihrem Musical Schabernack griff die Gruppe die Wiener Lokalpolitik an: Es gab Pläne, den Wiener Naschmarkt einer Autobahn zu opfern.
Bei der letzten Aufführung des Musicals, am 27. Juni 1976 in der Wiener-Festwochen-Spielstätte Arena, wurden von einer Gruppe Architekturstudenten Flugblätter mit der Parole „Der Schlachthof darf nicht sterben“ verteilt und daraus entstehend wurde das Publikum zum Bleiben aufgefordert. Gemeinsam mit den Demonstranten des parallel laufenden „Fest gegen die Schleifung des Naschmarkts“ mit den Schmetterlingen (Willi Resetarits, Beatrix Neundlinger u. a.) und der Gruppe Keif, die nach ihren Auftritten die Besucher zur Übersiedlung in die Arena aufforderten, war das der Auslöser der drei Monate andauernden Besetzung der Arena.

## Diskografie

### Alben
- Souheila (1970)
- Misthaufen – Made in Austria (1971)
- Susi-Sue / Jodler Joe (1973)
- The Austro Pop Story (1974)
- Wer haglich is, bleibt üba (1975)
- Musical und Lied Schabernack (1975)
- Hart aber ungerecht (1977)
- Hit aus Wien „Misthaufen“ & Erhard Busek (1978, MC)[3][4]
- Ganz Tief, 15 Treffer Unter Der Gürtellinie (1995)

### Singles
- Soheila (1971)
- Susi – Sue / Jodler Joe (1973)
- Misthaufen (1974)
- Schabernack / Der Volksmund (1974)
- Nägelbeißa-Boogie, 2:58, Lauber/Krauliz[3] / Ja, in der Vorstadt (1976)
- Im Park is schee, 2:56, Lauber/Krauliz[3] / Wer haglich is, bleibt üba! (1976)
- I haaß Latta, 2:33, Lauber/Krauliz[3] / Liaba Freind (1977)

### Weitere Titel
- Birken im Wind, 3:01, Krauliz[5] (1974)
- Schabernack, 2:59, Lauber/Krauliz[3] (1974, es gibt auch eine 4-Minuten-Version)
- Ja in der Vorstadt, 2:32, Lauber/Krauliz[3] (1975)
- Atzgersdorfer Rock, 2:58, Klambauer, Krauliz/Krauliz[3] (1975)
- An Schweinsbratn kriag i, 2:57, Lauber/Krauliz[3] (1975)
- Im Prata, 2:09, Lauber/Krauliz[3] (1975)
- Fucking in Hütteldorf-Hacking, 3:25, Krauliz/Lauber (1977)[6]